# Nahuel Molina
Nahuel Molina Lucero (* 6. April 1998 in Embalse) ist ein argentinischer Fußballspieler, der aktuell bei Atlético Madrid in der Primera División und der argentinischen Nationalmannschaft spielt und mit dieser Weltmeister 2022 wurde.

## Karriere

### Verein
Molina begann seine fußballerische Ausbildung bei den Boca Juniors. Am 18. Februar 2016 debütierte er in der Primera División bei einem 1:0-Sieg gegen den CA San Martín de San Juan. In der gesamten Saison 2016 spielte er achtmal in der argentinischen ersten Liga. Nachdem er in der Folgesaison zu keinem Einsatz gekommen war, wurde er für die gesamte Saison 2017/18 an Defensa y Justicia verliehen. Gegen die Argentinos Juniors debütierte er über die vollen 90 Minuten bei einer 1:2-Niederlage. Bei seinem vierten Einsatz schoss er gegen den CA Patronato den 1:0-Siegtreffer und somit sein erstes Tor. In der gesamten Saison 2017/18 schoss er dieses eine Tor in 14 Ligaspielen und sieben Libertadores-Spielen. Nach drei weiteren Einsätzen für seinen Leihklub wurde er an den Club Rosario Central verliehen. Er debütierte gegen River Plate in der Startelf am 15. Februar 2019 bei einem 1:1. Die gesamte Saison 2018/19 spielte er in 15 Spielen für seinen neuen Arbeitgeber, worunter er sechsmal in der Copa Libertadores spielte. Bei einem 5:2-Sieg über den CD Godoy Cruz schoss er sein erstes Tor für Rosario. 2019/20 spielte er 16 Mal und ihm gelangen ein Tor und drei Vorlagen.
Im Sommer 2020 wechselte er nach Europa in die italienische Serie A zu Udinese Calcio. Am dritten Spieltag debütierte er für Udinese, als er gegen die AS Rom in der 62. Minute für Hidde ter Avest eingewechselt wurde. Am 33. Spieltag schoss er bei einem 4:2-Sieg gegen Benevento Calcio sein erstes Tor im europäischen Fußball. Nach Anfangsschwierigkeiten in Italien schoss er in der Saison 2020/21 zwei Tore in 29 Einsätzen. Am 11. August 2021 verlängerte er bei Udinese bis Juni 2026. In der anschließenden Saison konnte er in insgesamt 37 Spielen acht Tore schießen und fünf vorbereiten.
Im Sommer 2022 wechselte er nach Spanien zu Atlético Madrid. Bei einem 2:1-Sieg über den FC Porto debütierte er in der Champions League für Atlético. Einen Monat später stand er in der Primera División gegen den FC Getafe bei einem 3:0-Sieg in der Startelf und debütierte somit auch in der Primera División. Nachdem Molina in der Königsklasse in allen sechs Gruppenspielen zum Einsatz gekommen war, schied er mit seiner Mannschaft als Tabellenletzter aus der Champions League aus.

### Nationalmannschaft
Molina nahm mit der U20-Nationalmannschaft an der U20-Südamerikameisterschaft 2017 teil und wurde sechsmal eingesetzt.
Am 4. Juni 2021 debütierte er für die argentinische Nationalmannschaft gegen Chile nach Einwechslung in der WM-Qualifikation. Anschließend wurde er in den Kader der Copa América 2021 von Argentinien berufen. Hier kam er in fünf Spielen zum Einsatz, jedoch nicht im Finale. Durch den 1:0-Finalsieg seines Teams am 10. Juli 2021 über Titelverteidiger Brasilien gewann er die Copa América 2021. Im Anschluss gewann er zudem das Finalissima zwischen Europameister Italien und Copa-América-Sieger Argentinien. Auch für den WM-Kader Argentiniens wurde er berufen. Bei dem Turnier absolvierte Molina alle Spiele und wurde am Ende mit seiner Mannschaft Weltmeister. Er selbst konnte dabei ein Tor im Viertelfinale gegen die Niederlande machen und ein Tor vorbereiten.

## Erfolge
Nationalmannschaft
- Weltmeister: 2022
- Copa-América-Sieger: 2021, 2024
- Finalissima-Sieger: 2022

Boca Juniors
- Primera División: 2017
- Vize-Supercopa-Sieger: 2016

Defensa y Justicia
- Vize-Supercopa-Sieger: 2019

CA Rosario
- Primera División: 2020